# 41e Assemblée générale de l'Île-du-Prince-Édouard
La 41e Assemblée générale de l'Île-du-Prince-Édouard fut en séance du 20 mars 1928 au 2 juillet 1931. Le parti libéral dirigé par Albert Charles Saunders forma le gouvernement.  Walter Maxfield Lea devint Premier ministre et chef de parti en 1930 quand Saunders fut nommé comme juge.
David McDonald fut élu président.
Il y eut quatre sessions à la 41e Assemblée générale :
| Session | Début         | Fin           |
| ------- | ------------- | ------------- |
| 1re     | 20 avril 1928 | 27 avril 1928 |
| 2e      | 19 mars 1929  | 19 avril 1929 |
| 3e      | 11 mars 1930  | 10 avril 1930 |
| 4e      | 24 mars 1931  | 7 mai 1931    |

## Membres

### Kings
| Circonscription | Membre de l'assemblée | Membre de l'assemblée  | Parti        | Conseiller | Conseiller           | Parti        |
| --------------- | --------------------- | ---------------------- | ------------ | ---------- | -------------------- | ------------ |
| 1er Kings       |                       | Augustine A. MacDonald | Conservateur |            | Harry D. McLean      | Conservateur |
| 2e Kings        |                       | Harry H. Cox           | Libéral      |            | James P. McIntyre    | Libéral      |
| 3e Kings        |                       | John Mustard           | Libéral      |            | Thomas Vincent Grant | Libéral      |
| 4e Kings        |                       | John A. Campbell       | Libéral      |            | Walter Bruce Butler  | Libéral      |
| 5e Kings        |                       | Paul A. Scully         | Libéral      |            | James David Stewart  | Conservateur |

### Prince
| Circonscription | Membre de l'assemblée | Membre de l'assemblée                    | Parti                | Conseiller | Conseiller          | Parti   |
| --------------- | --------------------- | ---------------------------------------- | -------------------- | ---------- | ------------------- | ------- |
| 1er Prince      |                       | Jeremiah Blanchard                       | Libéral              |            | Robert H. Gordon    | Libéral |
| 2e Prince       |                       | Albert Charles Saunders G. Shelton Sharp | Libéral Conservateur |            | William H. Dennis   | Libéral |
| 3e Prince       |                       | Adrien F. Arsenault                      | Conservateur         |            | Harry A. Darby      | Libéral |
| 4e Prince       |                       | Horace Wright                            | Libéral              |            | Walter Maxfield Lea | Libéral |
| 5e Prince       |                       | John F. MacNeill                         | Conservateur         |            | Lucas R. Allan      | Libéral |

### Queens
| Circonscription | Membre de l'assemblée | Membre de l'assemblée | Parti        | Conseiller | Conseiller                             | Parti        |
| --------------- | --------------------- | --------------------- | ------------ | ---------- | -------------------------------------- | ------------ |
| 1er Queens      |                       | Peter Sinclair        | Libéral      |            | W. F. Alan Stewart                     | Libéral      |
| 2e Queens       |                       | Angus McPhee          | Libéral      |            | Bradford William LePage                | Libéral      |
| 3e Queens       |                       | Russell Charles Clark | Libéral      |            | David McDonald                         | Libéral      |
| 4e Queens       |                       | James Larabee         | Libéral      |            | George S. Inman Callum J. Bruce (1928) | Libéral      |
| 5e Queens       |                       | Chester McLure        | Conservateur |            | William J.P. MacMillan                 | Conservateur |